# 木原正二郎
木原 正二郎（きはら しょうじろう、1935年12月6日 - ）は、日本の俳優、声優。旧芸名は木原 抄二郎。本名、木原規之。

## 略歴・人物
静岡県出身。1956年、静岡県立静岡高等学校卒業。京都市立芸術大学中退。劇団くるみ座、劇団造形、劇団四季、劇団河、同人舎プロダクション、太陽プロモーションを経て、Voice Stage M所属。1973年ごろまでは、本名でクレジットされている作品がある。

## 出演作品

### テレビドラマ
- 十字路（1960年、CX）
  - 第4話「お好み五十円サンドイッチ」
- 青空にとび出せ!（1969年、TBS）
  - 第23話「やっぱり神様だワ？！」
- 五番目の刑事（1969年、NET / 東映） - 本多
  - 第2話「けだもの狩り」
  - 第5話「焼身の街」
- 刑事くん 第3部（1973年、TBS）
  - 第3話「青い蝶はどこへ」
- 荒野の用心棒（1973年、NET / 三船プロ）
  - 第18話「黒い陰謀は波涛を越えて…」
  - 第29話「黒い葬列団は夕陽に映えて…」
- 非情のライセンス 第1シリーズ（1974年、NET / 東映） 
  - 第47話「兇悪の顔」
- アイフル大作戦（1974年、TBS）
  - 第42話「今晩わ! 私たち人殺しなの」
- 太陽にほえろ!（NTV / 東宝）
  - 第360話「ボンは泣かない」（1979年） - 倉田（戸川組幹部）
  - 第393話「密偵」（1980年） - 竹下（響組幹部）
  - 第409話「英雄」（1980年） - 響組港支部長
  - 第449話「ドック刑事 雪山に舞う」
  - 第450話「ドック刑事 雪山に斗う」（1981年） - 大橋（響組組長側近）
  - 第461話「ドックのつぶやき」（1981年） - 戸川（戸川組組長）
  - 第475話「さらば! スニーカー」（1981年） - 竜神会幹部
  - 第523話「ゴリさん,死の対決」（1982年） - 沖山
  - 第600話「七曲署事件No.600」（1984年） - 響組幹部

### テレビアニメ
1968年
- 巨人の星（1968年 - 1971年）

1970年
- アタックNo.1

1971年
- あしたのジョー
- アニメンタリー決断

1972年
- 赤胴鈴之助
- 科学忍者隊ガッチャマン（隊員）

1973年
- 荒野の少年イサム
- ゼロテスター（ファイアーガロス）

1974年
- 破裏拳ポリマー（ハンドレット、鬼トカゲ首領）

1975年
- アラビアンナイト シンドバットの冒険
- 宇宙の騎士テッカマン（津村博士）
- 勇者ライディーン（1975年 - 1976年、東山大三郎 / 東山博士）

1976年
- ブロッカー軍団IVマシーンブラスター（クロード、組員）
- 妖怪伝 猫目小僧（闇法師）
- UFO戦士ダイアポロン（ガートラ）

1977年
- ルパン三世 (TV第2シリーズ)（1977年 - 1978年）
- 氷河戦士ガイスラッガー

1978年
- 一球さん（五味連太郎）
- 科学忍者隊ガッチャマンII（シースキー博士）
- 無敵鋼人ダイターン3（サンドレイク、ギルドン）
- ペリーヌ物語（ドランツ 他）
- 野球狂の詩（北海組組員）

1979年
- 赤毛のアン（委員）
- 機動戦士ガンダム（シャリア・ブル）
- 科学冒険隊タンサー5（王）
- サイボーグ009（隊長）
- トンデモネズミ大活躍（キャプテン・ホーク）
- 未来ロボ ダルタニアス（スリマ）

1980年
- 宇宙戦士バルディオス（デルス）
- 怪物くん（第2作）（カビーラ）
- ザ☆ウルトラマン（ジンダ）
- 鉄腕アトム (アニメ第2作)（チボルト）
- 伝説巨神イデオン（ダラム・ズバ）
- トム・ソーヤーの冒険（モーリス）

1981年
- 宇宙戦艦ヤマトIII（フラウスキー）
- 戦国魔神ゴーショーグン（スーグニ・カットナル）
- 太陽の牙ダグラム（ミゲロ大尉）
- 名犬ジョリィ（オロンソ）

1982年
- スペースコブラ（ドグ）
- Dr.スランプ アラレちゃん（1982年 - 1983年、ジャック、ワニ三郎）
- 魔境伝説アクロバンチ（ゴメル伯爵）

1983年
- 銀河疾風サスライガー（ブラディの部下）
- プラレス3四郎（1983年 - 1984年、ドクトル・ウォーマー）

1987年
- シティーハンター（1987年 - 1989年、鬼頭、銀次、三村、ギネス） - 3シリーズ

### OVA
- B・B（1990年）

### 劇場アニメ
- ルパン三世 ベネチア超特急（1978年）
- 劇場版 宇宙戦士バルディオス（1981年、ガロ）
- 機動戦士ガンダムIII めぐりあい宇宙編（1982年、ワッケイン）
- 戦国魔神ゴーショーグン（劇場版）（1982年、スーグニ・カットナル[14]）
- 伝説巨神イデオン 接触篇 THE IDEON; A CONTACT（1982年、ダラム・ズバ[5]）
- 伝説巨神イデオン 発動篇 THE IDEON; Be INVOKED（1982年、ダラム・ズバ[5]）
- ドキュメント 太陽の牙ダグラム（1983年、デオル）
- 戦国魔神ゴーショーグン 時の異邦人（エトランゼ）（1985年、カットナル[15]）
- シティーハンター 愛と宿命のマグナム（1989年、ヨハン・フリードリッヒ・フォン・ヘルゼン[5][16]）

### ドラマCD
- 宇宙戦士バルディオス ドラマ編 オリジナルサウンドトラック（ガロ）

### ゲーム
- 機動戦士ガンダム Ver.2.0（1996年、シャリア・ブル）
- スーパーロボット大戦F（1997年、スーグニ・カットナル）
- スーパーロボット大戦F完結編（1998年、スーグニ・カットナル、ダラム・ズバ、シャリア・ブル）
- スーパーロボット大戦コンプリートボックス（1999年、スーグニ・カットナル、シャリア・ブル）
- スーパーロボット大戦α for Dreamcast（2001年、シャリア・ブル）
- 第2次スーパーロボット大戦α（2003年、スーグニ・カットナル、コマンダー・サンドレイク）
- 第3次スーパーロボット大戦α 終焉の銀河へ（2005年、スーグニ・カットナル、ダラム・ズバ）

### 特撮
- ウルトラ6兄弟VS怪獣軍団（1979年、ナレーター）
- ウルトラマン80（1980年、友好宇宙人ルリヤ星人の声、通信の声〈第19話〉）
- アンドロメロス（1983年、宇宙の帝王ジュダの声[5]）

### 吹き替え

#### 映画
- イージー・ライダー
- SF巨大生物の島（ネブ・ニュージェント伍長〈ダン・ジャクソン〉）
- オーメン2/ダミアン（ネフ軍曹〈ランス・ヘンリクセン〉）※TBS版
- 海底決戦隊（技師、守衛、店員A、ボーイ、ドアマン）
- カサンドラ・クロス（ハーレイ〈O・J・シンプソン〉）※日本テレビ版
- 火星人地球大襲撃（作業員）※NETテレビ版
- 合衆国最後の日（ウィリアム・クリンガー検事総長〈ウィリアム・マーシャル〉）
- 華麗なる賭け ※フジテレビ版
- 空中大脱走
- クランスマン（ジョンソン〈ヴァージル・フライ〉）
- クレオパトラ（ブルータス〈ケネス・ヘイグ〉）※日本テレビ版
- 荒野の七人（コルビー〈ウォーレン・オーツ〉）
  - 続・荒野の七人（コルビー〈ウォーレン・オーツ〉）
- ゴッドファーザーPARTII
- コルドラへの道（アレアガ隊長〈カルロス・ロメロ〉）※フジテレビ版
- サイコ（警官〈モート・ミルズ〉） ※フジテレビ版
- 猿の惑星・征服
- 西部悪人伝（オズワルド〈ロバート・ハンダー〉） ※TBS版
- 底抜けシンデレラ野郎（ルパート・キングストン〈ロバート・ハットン〉）
- 戦場にかける橋 ※フジテレビ版
- ダーティハリー（殴り屋〈ラリー・デュラン〉）
- 戦うパンチョビラ
- 007 ロシアより愛をこめて（ローダ〈ピーター・ブレイアム〉）※TBS旧版
- ドイツ戦車軍団撃滅作戦
- トブルク戦線
- 八点鐘が鳴るとき（ティム・ハッチンスン〈レオン・コリンズ〉）※テレビ朝日版
- 100万ドルの血斗（ジェームズ・マッキャンドルズ〈パトリック・ウェイン〉）
- 豹/ジャガー（士官）
- 北京の55日
- マンハッタン無宿 ※日本テレビ版
- マニトウ（Dr.マッケヴォイ〈ポール・マン〉）
- 水着の女王 ※東京12ch旧版
- ミッドウェイ（源田実〈ロバート・イトー〉） ※TBS版
- ミニミニ大作戦
- 燃える戦場（山口少佐〈高倉健〉）※TV版
- 奴らを高く吊るせ!（チャーリー・ブラックフット〈ネッド・ロメロ〉、検事） ※テレビ朝日版
- 勇気ある追跡（フランク・ロス〈ジョン・ピカード〉）※テレビ東京版
- 夕陽のガンマン
- 要塞（タウシッヒ〈ジャック・セルナス〉）

#### ドラマ
- アメリカン・ヒーロー
- 刑事コロンボシリーズ
  - 別れのワイン（漁師〈アンドレ・ローレンス〉）
  - 5時30分の目撃者（チャック・ホイーラン〈ライアン・マクドナルド〉）
  - ハッサン・サラーの反逆（ユセフ・アラファ警備隊長〈アンドレ・ローレンス〉、モーガン〈ディック・ディンマン〉）
- 大草原の小さな家（ジェッド）
- 特捜班CI-5 #3

#### アニメ
- ペネロッピー絶体絶命（ワルコンビ）
- まんが宇宙大作戦（指揮官）